# Joseph (Nouveau Testament)
Pour les articles homonymes, voir Joseph et Saint Joseph.
Joseph (יוֹסֵף (Yosef) en hébreu, ce qui signifie « il ajoutera » ; Ἰωσήφ (Iôséph) en grec), connu sous le nom de saint Joseph par les catholiques et les orthodoxes, est un personnage du Nouveau Testament mentionné pour la première fois dans les Évangiles selon Matthieu et selon Luc. Joseph apparaît aussi dans un texte plus tardif, le Protévangile de Jacques, composé au milieu du IIe siècle ; cette version apocryphe est incompatible par certains aspects avec celle des évangiles canoniques.
D'après Matthieu et Luc, puis selon les auteurs chrétiens et notamment les Pères de l'Église, Joseph serait un lointain descendant d'Abraham et du roi David (Mt 1,1-17) de la tribu de Juda. Il est fiancé depuis quelque temps à Marie lorsque celle-ci se retrouve enceinte par l'action de l'Esprit saint. Il épouse alors Marie et, acceptant l'enfant, devient le père nourricier de Jésus, qui, de ce fait, appartient à sa lignée, celle de David. Les deux Évangiles insistent sur ce point, car pour eux Jésus est « le Messie fils de David ». Joseph est présenté comme un « homme juste » qui a accepté d'accueillir Marie et son enfant à la suite d'un message d'un « ange du Seigneur ».
Il est indiqué en Mt 13,55 que Joseph est « charpentier », sans que l'on sache s'il faut prendre ce terme au sens premier ou dans celui « d'homme sage ». Joseph est cité pour la dernière fois lors du pèlerinage familial à Jérusalem lorsque Jésus, âgé de douze ans, se trouve au Temple (Lc 2,41-50). La Tradition chrétienne ainsi qu'une partie de la critique historique en ont déduit qu'il était mort avant que Jésus n'entre dans la vie publique.
L'Église catholique lui dédie le mois de mars, surtout le 19 mars, où il est célébré. Le 1er mai est consacré à saint Joseph, travailleur.

## Biographie

### Récits néotestamentaires

#### Paul et Marc

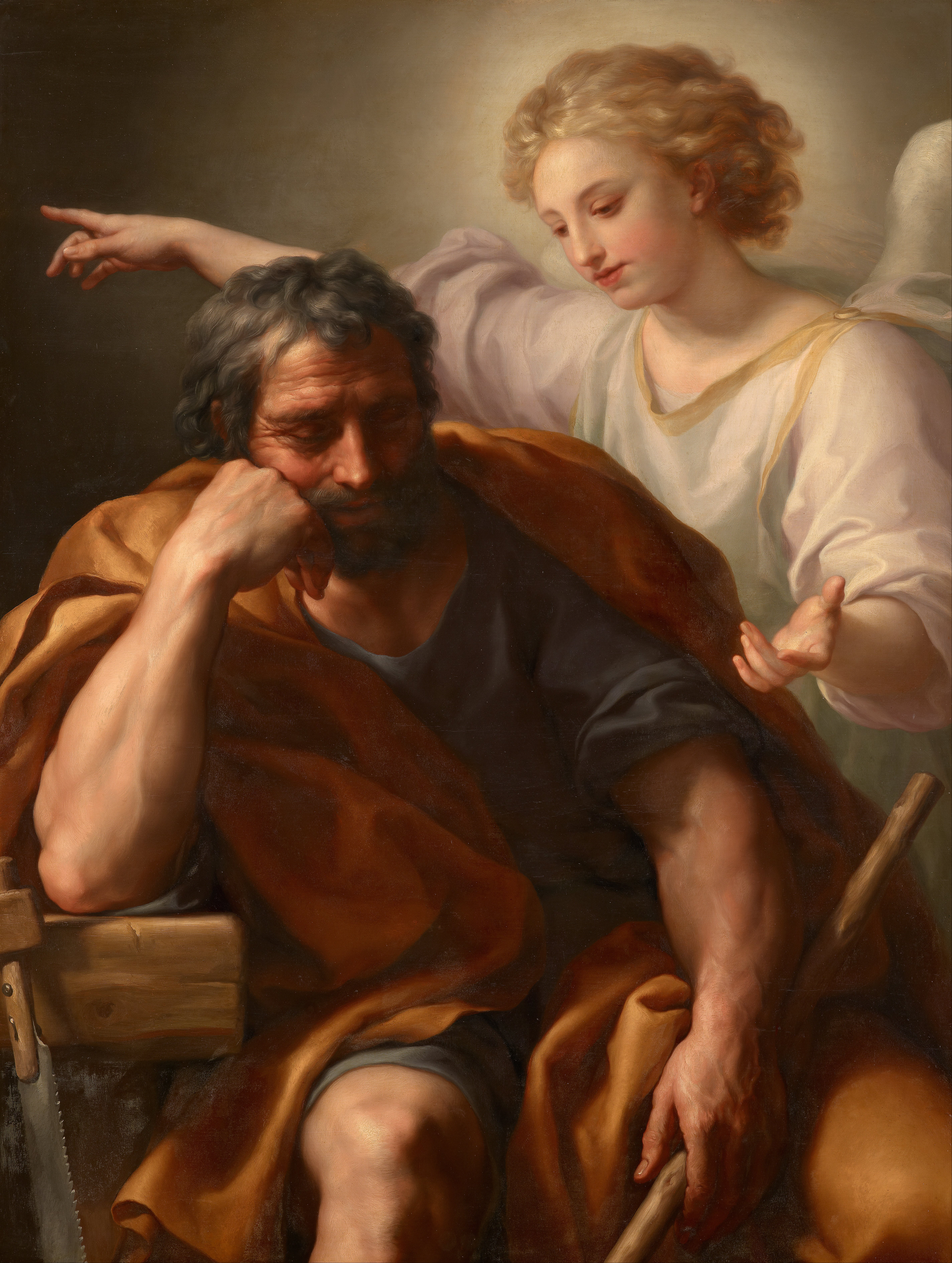
Anton Raphael Mengs, Le rêve de saint Joseph, musée d'Histoire de l'art de Vienne, en Autriche.

Les Épîtres de Paul, qui sont les premiers documents chrétiens existants (vers l'an 50), ne font aucune référence à Joseph ni à un quelconque père biologique de Jésus, pas plus que l'Évangile selon Marc (vers l'an 70), considéré comme le plus ancien des quatre évangiles canoniques. 
La formulation de Marc, pour lequel Jésus est « fils de Marie » et non « fils de Joseph », ne suggère pas une ascendance divine mais semble indiquer que sa mère est veuve ou que l'identité du père est douteuse, voire inconnue. Cette origine pourrait expliquer certaines attitudes de Jésus, qui se serait vu comme un enfant né de père inconnu,.

#### Matthieu et Luc
C’est dans les évangiles selon Matthieu (Mt) et selon Luc (Lc), écrits vers l'année 85, que se trouve la première apparition de Joseph. Chacun des deux contient une généalogie de Jésus qui fait remonter ses origines à David, mais ils partent de deux fils différents de ce roi : Mt (Mt 1,1-16) suit la lignée aînée de Salomon, tandis que Lc (Lc 3,23-38) suit une ligne cadette, celle de Nathan, un autre fils de David et de Bethsabée. Il en résulte qu’entre David et Joseph tous les noms sont différents. Selon Mt « Jacob était le père de Joseph », tandis que, selon Lc, Joseph est dit être d'« Eli ». Certains théologiens concilient ces généalogies en considérant la lignée de Salomon selon Mt comme la lignée aînée de Joseph, et la lignée par Nathan dans Lc comme la lignée cadette de Marie,. Pour Charles Guignebert, ces deux récits de la Nativité ne résistent pas à l'examen critique et sont de toute manière inconciliables. Pour Géza Vermes, l'ascendance royale de Joseph est un embellissement théologique de ces deux rédacteurs bibliques.
Mt et Lc sont également les seuls à inclure les Évangiles de l'enfance et, là encore, ils diffèrent. Dans Lc, c'est à Nazareth que vit Joseph et il se rend à Bethléem pour obéir aux exigences d'un recensement ordonné par Rome. C'est pourquoi Jésus y est né. Dans Mt, Joseph résidait à ce moment à Bethléem, et ensuite il s'est installé à Nazareth avec sa famille après la mort d'Hérode. Mt est le seul évangile qui relate le massacre des Innocents et la fuite en Égypte (Mt 2,13-16) : après la Nativité, Joseph reste à Bethléem pendant une durée indéterminée avant d'être forcé par Hérode de se réfugier en Égypte ; à la mort de celui-ci, Joseph retourne avec sa famille en Judée, puis s'installe à Nazareth. À partir de ce moment, on ne trouve plus de référence à Joseph sous son nom, même si l'épisode de Jésus au Temple, dans sa douzième année, met en scène « ses deux parents ».

#### Joseph le charpentier
Matthieu et Luc décrivent Joseph comme un tektôn (τέκτων), mot grec que « charpentier » rend partiellement. Or le terme grec a une signification plus large : il évoque un artisan travaillant le bois en général (charpente, meubles, outils), mais aussi les métaux ou la pierre, c'est-à-dire capable de participer comme maçon, voire comme architecte, à la construction d'édifices importants, comme le rappelle Maurice Sachot, qui ajoute que le terme de « charpentier » peut alors être synonyme d'« homme sage » dans le milieu où évolue Jésus. Cette activité de tektôn nécessitait en effet une formation assez longue et des connaissances techniques approfondies. Les meilleurs artisans étaient très recherchés, notamment pour les travaux d'agrandissement et d'embellissement du Temple d'Hérode.

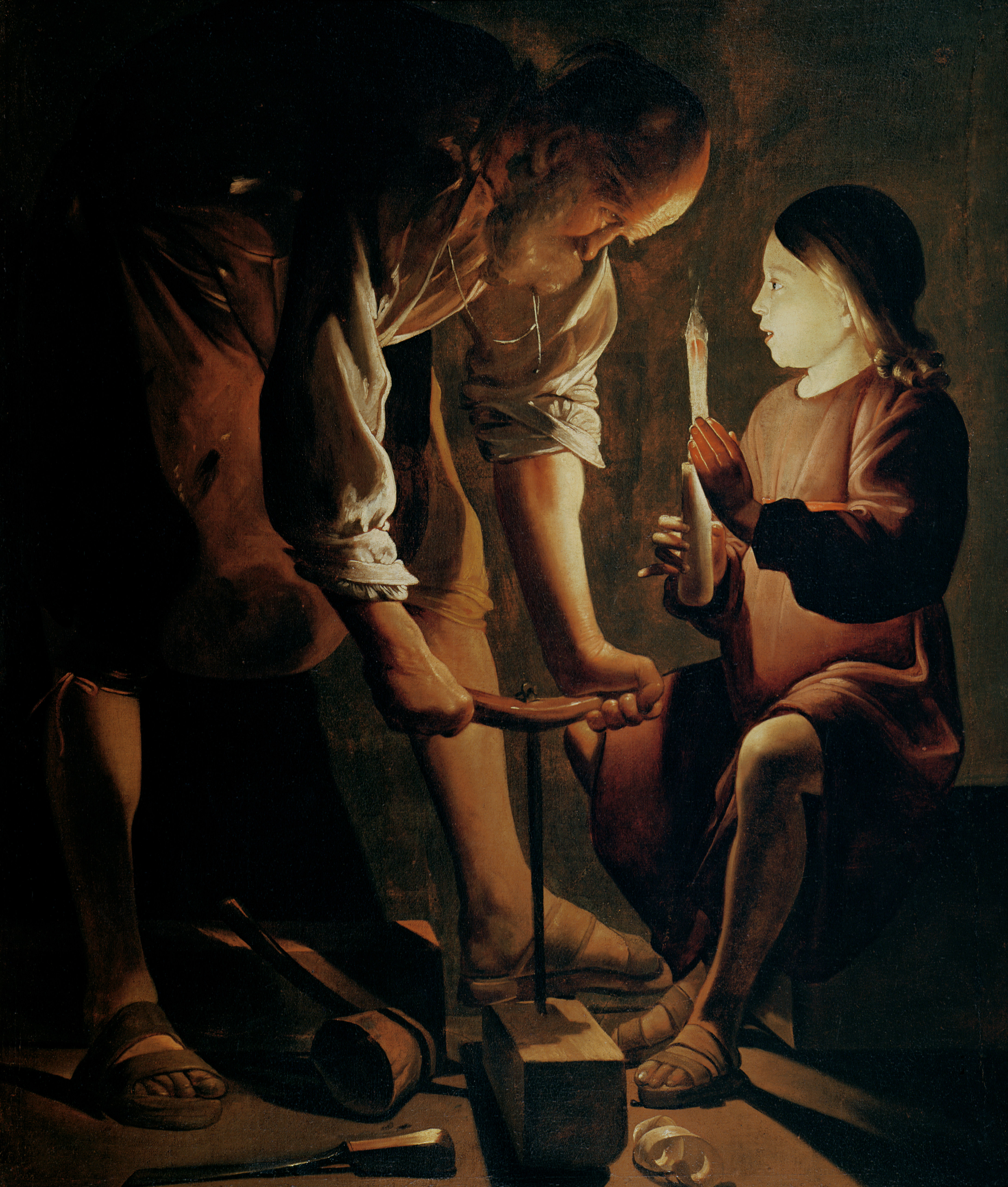
Georges de La Tour, Saint Joseph charpentier (v. 1645), musée du Louvre.

Une tradition, moins répandue et qui n'a eu qu'une faible postérité, reprend le sens habituel du mot faber  pour faire de Joseph un forgeron. L'apologète Justin de Naplouse présente Jésus comme « fils de Joseph le charpentier », lui-même charpentier : il introduit des accessoires qui combinent le bois et le fer, pour faire de Jésus un fils qui comme son père « fabriquait ces ouvrages de charpentiers, des charrues et des jougs, enseignant à la fois les symboles de justice et la vie active ».
Quoi qu'il en soit, s'il était loin d'être riche, Joseph ne devait pas compter parmi les habitants de Nazareth les plus démunis.
Matthieu et Luc ne donnent que très peu d'informations sur Joseph. On ne rapporte jamais ses paroles. Matthieu raconte quatre rêves dans lesquels Joseph est informé de façon surnaturelle avant et après la naissance de Jésus. 
Dans le premier rêve, un ange confirme à Joseph que Marie est enceinte d'un enfant conçu par l'Esprit saint, et qu'elle mettra au monde un fils nommé Jésus, qui sauvera son peuple de ses péchés ; Joseph ne devrait donc pas hésiter à l'épouser (Mt 1,20). Dans le deuxième rêve, un ange dit à Joseph d'emmener Marie et Jésus en Égypte (depuis Bethléem) et d'y demeurer jusqu'à ce que l'ange en dise plus, car Hérode cherche à tuer Jésus (Mt 2,13). Dans le troisième rêve de Joseph, un ange ordonne à Joseph de retourner avec sa famille en terre d'Israël, ce qui implique qu'Hérode est mort (Mt 2,20). Cependant, Joseph apprend que le fils d'Hérode, Archélaos, règne sur la Judée, et il a peur de continuer le voyage. Dans le quatrième rêve, Dieu Lui-même avertit Joseph qu'il doit éviter de retourner en Judée (autrement dit, à Bethléem). Joseph s'installe alors avec Marie et Jésus à Nazareth, dans la province de Galilée.

### Textes apocryphes

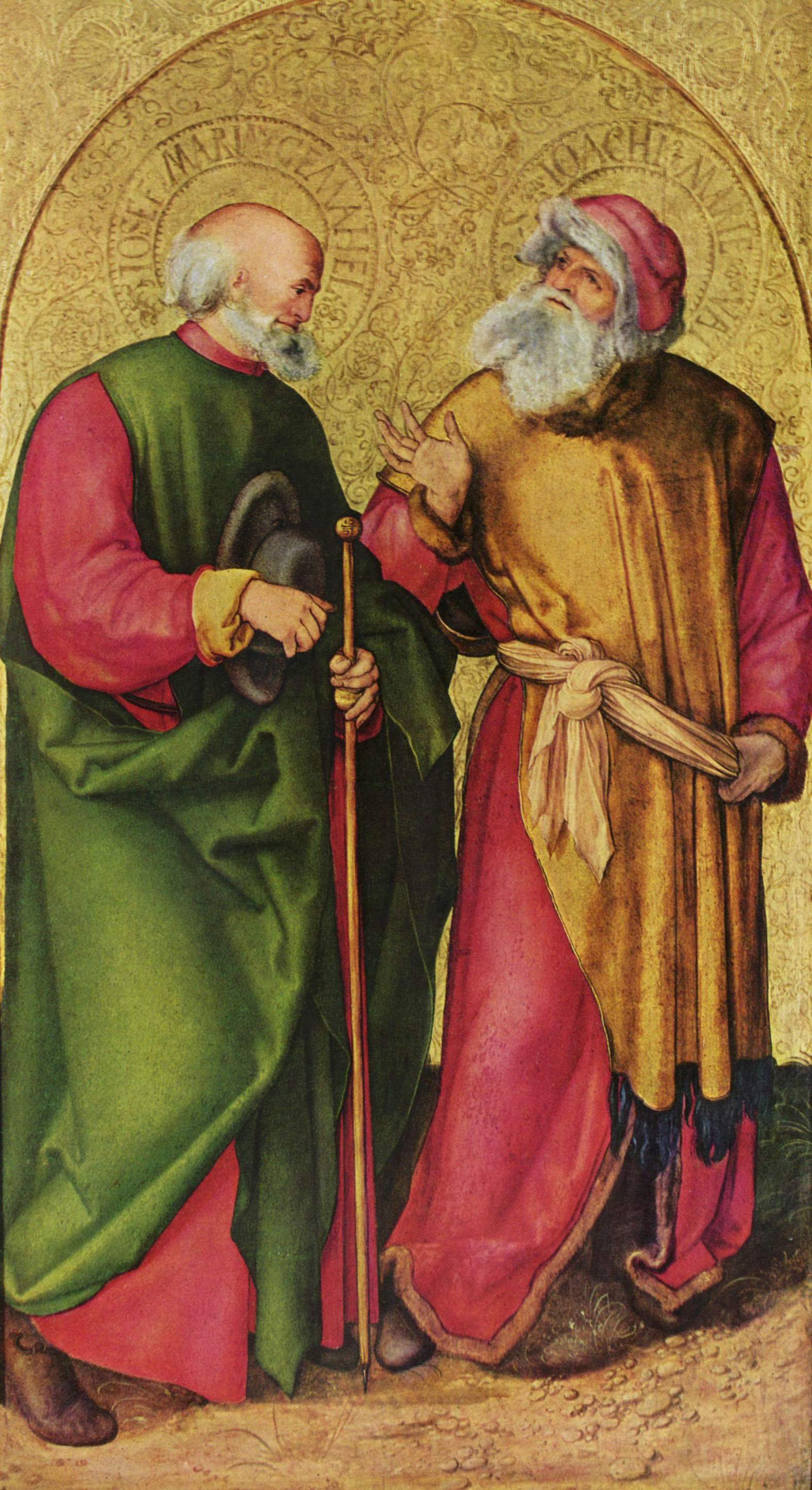
Joseph et Joachim, par Albrecht Dürer (1504), Alte Pinakothek, Munich.

#### L'Histoire de Joseph le charpentier
Dans L'Histoire de Joseph le charpentier, texte apocryphe, les apôtres rapportent le récit que Jésus leur a fait de la vie et de la mort de son père Joseph. Cet apocryphe a probablement été rédigé en Égypte vers les VIIe – VIIIe siècles, en langue copte. Certains spécialistes supposent l'existence d'un original grec perdu, composé au IVe siècle, dont le texte copte serait la traduction, mais cette hypothèse est contestée. Toujours est-il que cette version a exercé une influence durable sur l'image traditionnelle de Joseph.
Par exemple, l'âge auquel meurt Joseph, cent onze ans (début du chapitre 14), est à mettre en rapport avec l'âge auquel meurt le patriarche Joseph (père d'Éphraïm et de Manassé) dans le Livre de la Genèse, qui est de cent dix ans (Genèse, 50:26). Cette année supplémentaire pourrait être « une façon de donner au père terrestre de Jésus la préséance sur son homonyme ». Le personnage de Joseph présenté dans cette Histoire emprunte par ailleurs aux évangiles canoniques et à des évangiles apocryphes comme le Protévangile de Jacques et l'Évangile de l'enfance selon Thomas.

#### Jésus «fils de Pantera»
Plusieurs sources polémiques effacent le personnage de Joseph et attribuent la paternité de Jésus à un amant de Marie : c'est notamment le cas des passages censurés du Talmud. Jésus y est en général appelé Jésus ben Pantera. Selon Dan Jaffé, ce nom, « Fils de Pantera », est « une représentation juive du christianisme », « une raillerie commune et répandue dans le monde juif afin de tourner en dérision la croyance en la conception et en la naissance virginales de Jésus ».
Un ouvrage de Celse, philosophe païen du IIe siècle, le Discours véritable, conforte cette hypothèse : Celse rapporte les propos d'un Juif érudit selon lequel Jésus serait le fils illégitime d'un soldat romain nommé Pantera. L'ouvrage de Celse est perdu, mais Origène cite ces rumeurs dans son Contre Celse, afin de les réfuter. Ces accusations sont également attestées dans les Actes de Pilate (IVe siècle), qui évoquent les « relations coupables » dont Jésus serait le fruit.
D'autres hypothèses ont été avancées à ce sujet. Selon Thierry Murcia, Panthera serait tout simplement un autre nom (ou le surnom) de l'époux de Marie : le Joseph des évangiles et le Panthera du Discours véritable et des sources rabbiniques seraient un seul et même personnage : « On l'a rapproché du grec petheros le "beau-père" (père du conjoint). On en a fait une déformation du grec parthenos, la "vierge". » D'autres ont estimé qu'il s'agirait d'un ancien surnom donné à Jésus dont on ne connaîtrait plus la signification. Il pourrait aussi s'agir d'un titre péjoratif appliqué à plusieurs ascendants de Jésus, tant dans sa branche paternelle que maternelle. La question est en débat et aucun consensus ne se dessine à ce sujet.
« Au IVe siècle, Épiphane affirme dans le Panarion 78, 7, que Pantera a été le surnom de Jacob, le père de Joseph, l'époux de Marie. Dans la Didascalie syriaque, un écrit liturgico-canonique du début du IIIe siècle, la mère de Jésus est fille de Joachim, fils de Pantera, frère de Melchi, de la famille de Nathan et fils de David. » Pour Simon Claude Mimouni, « cette explication paraît assez vraisemblable, d'autant que la Didascalie syriaque rapporte nombre de traditions chrétiennes d'origine juive. »

### Traditions biographiques
L'Église catholique reprend une tradition orale, liée à Jérôme de Stridon qui relate que Joseph s'était consacré à Dieu avant de connaître la Vierge Marie, et explique donc que les termes de « frères et sœurs » de Jésus cités dans les Évangiles doivent être compris comme étant des cousins proches par le sang, l'affection et les relations, selon l'usage de ces mots.
Une doctrine orthodoxe non canonique enseigne de son côté que Joseph était veuf quand il s'est fiancé à Marie ; il aurait eu des enfants de son premier mariage, dont Jacques le Juste. Cette tradition s'appuie sur le Protévangile de Jacques, où il est dit que Marie est consacrée au Seigneur par ses parents (Protév. Jc 4,1) et qu'un prêtre ordonne à Joseph de l'épouser, malgré ses réticences : « J'ai des fils, je suis un vieillard et elle est une toute jeune fille. Ne vais-je pas devenir la risée des fils d'Israël ? » » (Protév. Jc 9,1-2). Toutefois, il s'agit d'un texte apocryphe et non canonique.
Cette interprétation permet de comprendre, entre autres, que Jacques soit appelé le « frère du Seigneur » (par Paul dans l'Épître aux Galates | Ga 1,19). 
Dans l'iconographie traditionnelle, Joseph est souvent représenté comme un homme plus âgé que Marie, parfois même comme un vieillard, mais cet usage ne s'appuie sur aucun texte néotestamentaire. Pour Charles Perrot, il était jeune au moment de son mariage car les filles « étaient mariées entre douze et quinze ans et les garçons n'étaient guère plus vieux ».

## Culte

### Histoire
Selon une tradition antique, le culte rendu à Joseph s’est développé à partir du Ve siècle dans des monastères égyptiens où est rédigé l'apocryphe Histoire de Joseph le charpentier et où sa fête est fixée à la date du 20 juillet ; il demeure inscrit à ce jour au calendrier copte. Le culte de ce saint se répand aussi autour de la « maison de Joseph » depuis au moins le VIIe siècle.

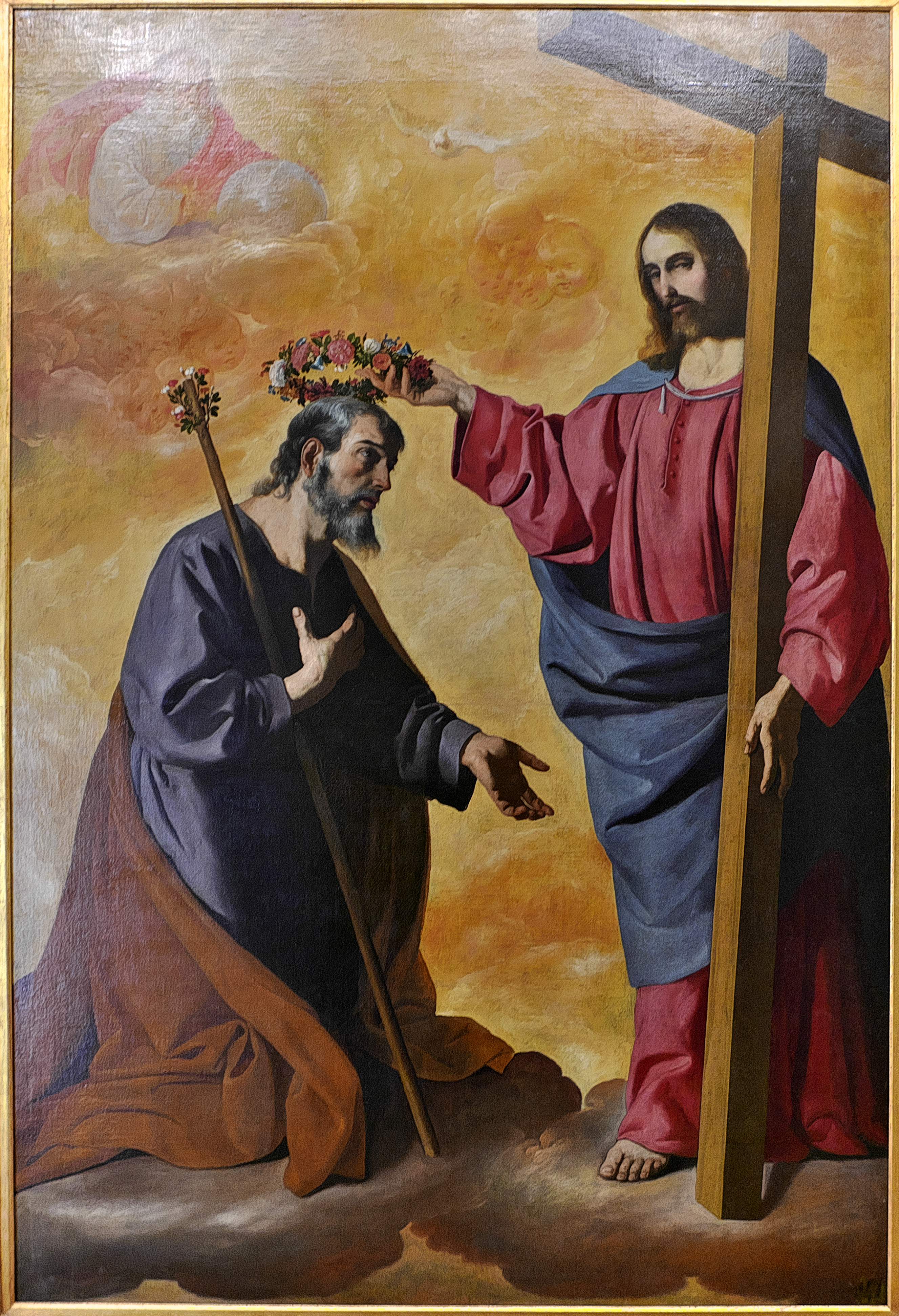
Couronnement de saint Joseph par Francisco de Zurbarán (c. 1636), musée des Beaux-Arts de Séville, Andalousie, Espagne.

Joseph est peu prié dans toute la première partie du Moyen Âge. Son culte reste marginal, comme le montre la rareté des toponymes qui le concernent : il n'y en a guère qu'au Canada, ce qui ne remonte pas au-delà de trois siècles, dans le meilleur des cas. Ce « vieillard », ni précurseur, ni apôtre, ni martyr, intéresse peu les fidèles et embarrasse les théologiens : que faire de son épineux statut d’époux de la Vierge ? Quelle paternité attribuer à celui qui a élevé le fils de Dieu ? Dans les écrits des Pères de l’Église, les traités de l’époque carolingienne ou les sermons de Bernard de Clairvaux, il n’est jamais considéré par lui-même et apparaît dans des discours sur le mariage et la virginité de Marie.
Sa fête fixée au 19 mars apparaît pour la première fois en l'an 800 dans un martyrologe gallican abrégé de Rheinau, dans lequel il est appelé Ioseph sponsus Mariæ (« Joseph époux de Marie »). Le choix de cette date six jours avant la fête de l'Annonciation est probablement dû à une confusion avec le nom d'un martyr d'Antioche nommé Joseph ou Josippe fêté déjà le 19 mars et également une concordance syncrétique avec les Quinquatries, fêtes religieuses en l'honneur de la déesse Minerve. La célébration de sa fête se limite aux grandes abbayes bénédictines. Joseph reste « dans l’ombre de la Vierge » : un retrait nécessaire pour valoriser l’incarnation du Christ qui s’est faite par Marie et non par lui. Les siècles suivants, il n'est plus simplement connu comme l'époux de Marie mais comme père, Nutritor Domini (« Nourricier du Seigneur »).
C'est à partir du XIIIe siècle qu'il sort de l’ombre, en lien avec une plus forte humanisation du Christ et des représentations de plus en plus nombreuses de la Nativité. Cet homme humble, pauvre, modeste et obéissant, père putatif et nourricier, modèle de dévotion au Christ et à la Vierge, séduit en particulier les franciscains (devenus les gardiens de la « maison de Joseph » et dont le chapitre général d'Assise adopte en 1399 sa fête du 19 mars), qui débattent pour savoir s’il est le dernier des patriarches ou le premier des saints. L’humble charpentier devient modèle pour tous les chrétiens. Au XVe siècle, durant le Grand Schisme et les rivalités entre Armagnacs et Bourguignons, c’est une véritable campagne de promotion en faveur de Joseph qui est lancée.
Gerson  multiplie les écrits de 1413 à 1418 pour célébrer les noces de Joseph et de Marie, louer sa paternité responsable, le comparer à Jean-Baptiste (ses deux textes les plus importants : Les Considérations sur saint Joseph entre 1413 et 1414, et le sermon Jacob autem genuit, prononcé à Constance le 8 septembre 1416). À la fin du XVe siècle, l’Église institue une fête en l’honneur de Joseph. Une authentique dévotion populaire naît alors, qui connaîtra son apogée au XIXe siècle. La promotion de Joseph à la fin du Moyen Âge est particulièrement visible dans l'iconographie de la Nativité dans laquelle son personnage s'autonomise. Il devient reconnaissable grâce à des attributs spécifiques : vieillard, parfois nimbé, il tient très souvent le bâton fleuri et la gourde.
La Contre-Réforme a donné à Joseph une place importante. Les Jésuites le considèrent comme leur protecteur et Thérèse d'Avila lui a dédié plusieurs couvents, faisant de lui le protecteur de l'ordre des Carmes déchaux.

### Dévotions

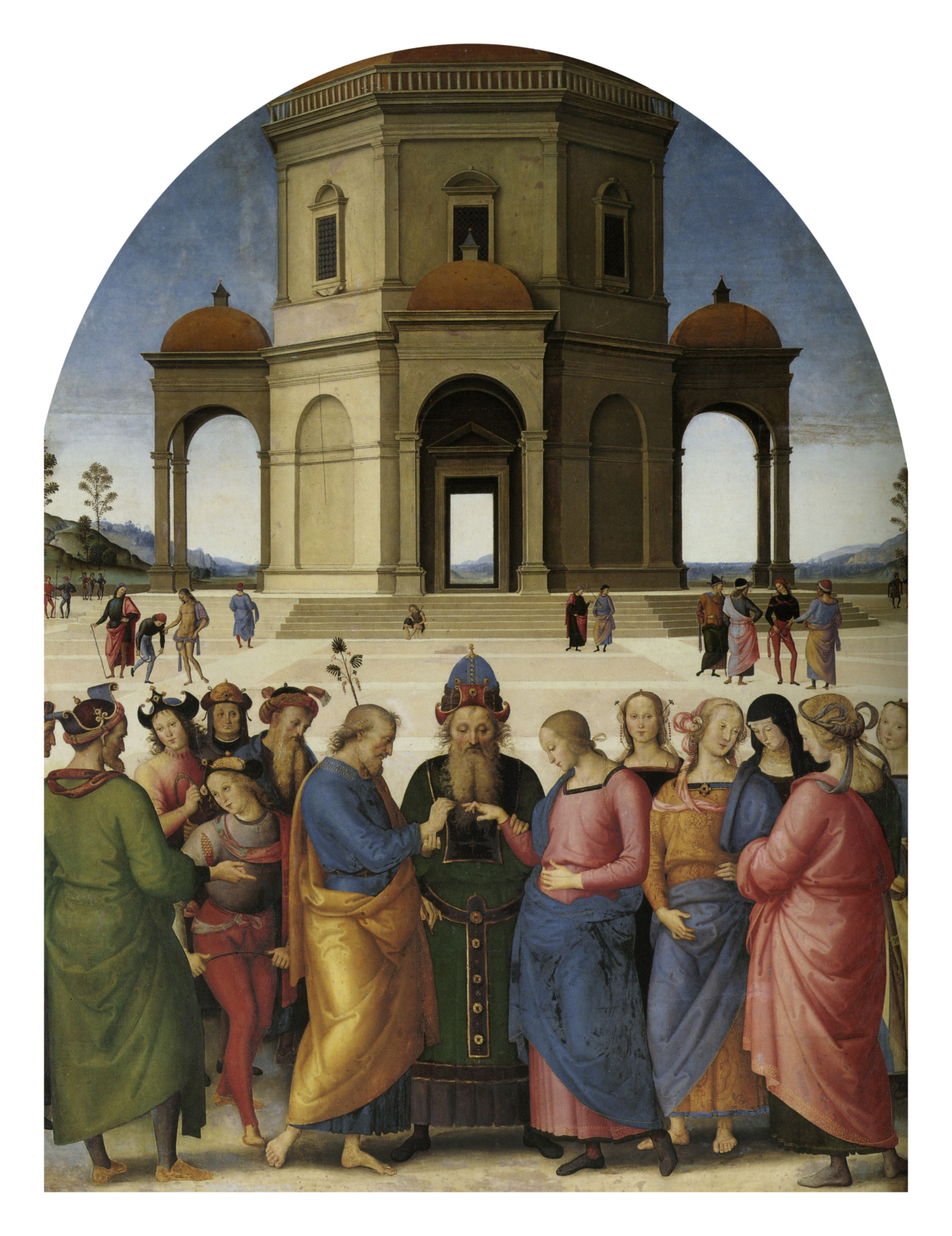
Le Mariage de la Vierge, par Le Pérugin (1502), Musée des beaux-arts de Caen.

Joseph voit son culte prendre de l'ampleur au XVIIe siècle :
- en 1621, le pape Grégoire XV éleva la fête de saint Joseph le 19 mars au rang de fête d'obligation ;
- en 1642, Urbain VIII confirma à son tour le rang de cette fête ;
- en 1661, après l'apparition et le miracle de la source de Cotignac, Mgr Joseph Ondedei, évêque de Fréjus, reconnaît officiellement les apparitions de saint Joseph et en approuve le culte ;
- la même année 1661, Louis XIV, qui devient père pour la première fois, consacre la France à saint Joseph, chef de la Sainte Famille ;
- en 1678, l'empereur Léopold Ier, n'ayant pas de fils de ses deux premiers mariages, prénomme Joseph le fils que lui donne sa troisième épouse Éléonore de Neubourg (Joseph étant un prénom jusqu'alors inusité dans les maisons royales) en signe de reconnaissance ;
- en 1741, Marie-Thérèse d'Autriche, reine de Bohême et de Hongrie, prénomme son fils Joseph en signe de reconnaissance ;
- le 8 décembre 1870, Pie IX déclara officiellement saint Joseph patron de l'Église catholique, et fit du 19 mars une fête solennelle ; par ailleurs il institua la solennité de saint Joseph, patron de l'Église universelle, fixée au 3e dimanche après Pâques ;
- en 1889, Léon XIII démontra comment saint Joseph est le modèle des pères de famille et des travailleurs, et lui décerna officiellement le titre de « saint patron des pères de famille et des travailleurs », titre que la piété populaire lui avait déjà décerné depuis des siècles ;
- en 1955, Pie XII reprit le principe de la fête du travail en instituant la mémoire de saint Joseph artisan et en la fixant au 1er mai de chaque année ; saint Joseph est ainsi l'un des saints que l'on fête deux fois dans l'année (19 mars et 1er mai) ;
- en 1962, Jean XXIII a ajouté son nom au canon de la messe ;
- en 2013, le Vatican émet un décret demandant que le nom de saint Joseph soit mentionné dans les prières eucharistiques II, III et IV[34].
- Joseph est le personnage le plus célébré au fronton des 67 000 établissements publics français (recensement en 2015) : pas moins de 880 écoles, collèges et lycées lui ont donné son nom, devant Jules Ferry (642), Notre-Dame (546), Jacques Prévert (472), Jean Moulin (434), Jean Jaurès (429), Jeanne d'Arc (423), Antoine de Saint-Exupéry (418), Sainte Marie (377), Victor Hugo (365), Louis Pasteur (361), Marie Curie (360), Pierre Curie (357), Jean de la Fontaine (335)[35].

### Lieux d'apparitions

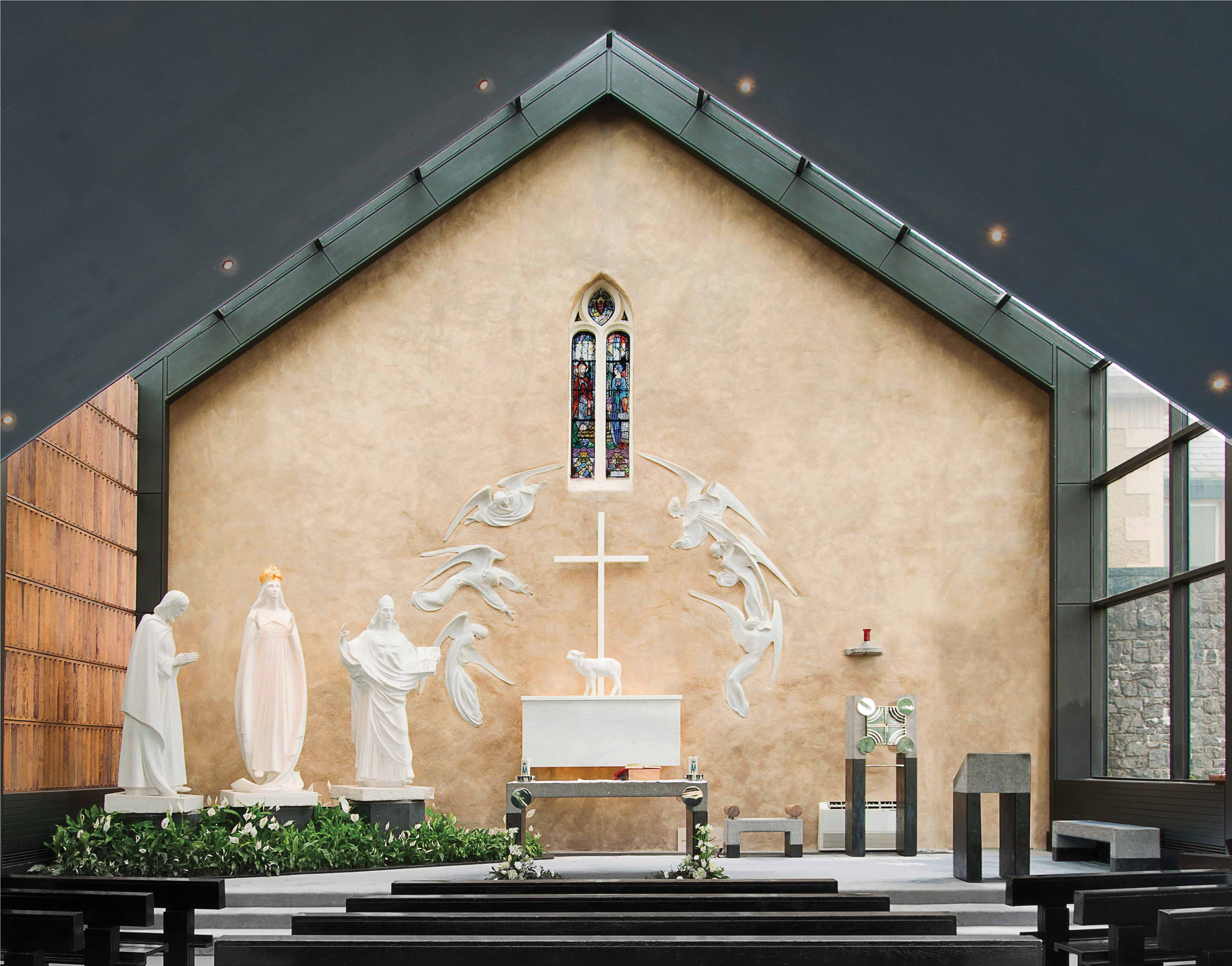
Représentation de la scène de l'apparition mariale de Knock, dans la chapelle de l'apparition, avec St Joseph sur la gauche, tourné vers la Vierge Marie.

L'Église catholique reconnaît officiellement quatre lieux d'apparitions de saint Joseph.
- En France, à Cotignac dans le Var, à Saint-Joseph du Bessillon. Le 7 juin 1660, Joseph serait apparu à Gaspard Ricard, un berger, apparition au cours de laquelle il aurait fait jaillir une source qui coule toujours[37],[38]. À Cotignac, en l'église Notre-Dame-de-Grâces, on vénère également les apparitions de Notre-Dame de Grâces, ainsi que la Sainte Famille[39].
- En Pologne à Kalisz, vers 1670, suite à de nombreuses prières, Joseph serait apparu à un homme nommé Stobienia, gravement malade. Il lui aurait promis la guérison à condition de faire peindre un tableau de la Sainte Famille, et de l'offrir à la collégiale de l'Assomption-de-la-Vierge-Marie de Kalisz. Il guérit peu après. Depuis lors, l'église est devenue un sanctuaire très fréquenté[40].
- En Irlande, le sanctuaire de Knock : le 21 août 1879, 15 personnes de tous âges disent avoir vu, sur le pignon sud de l'église communale de Knock, Marie, Joseph et l'apôtre Jean ainsi que Jésus lors de l'apparition mariale de Knock[41].
- Au Portugal, à Fátima, le 13 octobre 1917 : à la fin des apparitions mariales de Fátima), Joseph serait apparu (tenant l'Enfant Jésus dans ses bras) aux voyants de Fátima, ainsi qu'à quelques témoins du Miracle du soleil)[42].

### Autres lieux
Saint Joseph est vénéré plus particulièrement :
- à l'église Saint-Joseph de Nazareth où une tradition ancienne fixe sa maison ;
- à la chapelle Saint-Joseph de Beauvais construite en 1861, siège de l'archiconfrérie de Saint-Joseph[43] ;
- au Sanctuaire Saint-Joseph-de-Bon-Espoir à Le Puy-en-Velay :
- au Monastère Saint-Joseph du Bessillon à Cotignac ;
- à Cós (ou Coz), au Portugal, lieu d'apparitions de Joseph aux moniales de l'abbaye cistercienne de Santa Maria, en 1661, lors de la reconstruction du monastère ; l'année suivante fut érigée la Confrérie des Esclaves de saint Joseph ((pt) Irmandade dos Escravos de São José), à laquelle le pape Alexandre VII accorda plusieurs indulgences ;
- à l’oratoire Saint-Joseph, à Montréal (Québec), qui est le lieu de pèlerinage le plus important dédié à saint Joseph à travers le monde[44] ;
- à Smakt, commune de Venray, aux Pays-Bas ;
- à Bruxelles l’église Saint-Joseph fut construite en 1842-1849 dans le Quartier Léopold et dédiée à Joseph qui était déjà le saint patron de la Belgique depuis 1679). En effet, à la demande du roi Charles II d’Espagne, le pape Innocent XI, dans la bulle Eximia Pietas du 19 avril 1679, proclama saint Joseph patron et protecteur de la Belgique, donc bien avant l’indépendance du pays en 1830. Et à cette époque il n’y avait encore aucun monument national dédié à saint Joseph dans la capitale. L’église se trouve square Frère-Orban qui s’appelait anciennement, place Saint-Joseph ;
- à Fakarava en Polynésie française. Le Saint Joseph de Fakarava est une statuette immergée à proximité de la passe nord de l’atoll de Fakarava, dédiée à tous ceux qui ont perdu un père, un enfant, ou plus généralement un parent en plongée sous-marine. Les colliers de coquillages déposés autour de la statuette sont traditionnels. On les offre à une personne au moment de son départ. On en pare les morts également avant les obsèques. Les colliers de fleurs, eux, sont offerts aux arrivants[45].

### Saint patron
Joseph est le saint patron des familles, des pères de famille, des artisans (menuisiers, ébénistes, charpentiers, charrons, bûcherons, barilliers, tanneurs et tondeurs), des travailleurs, des voyageurs et exilés, des fossoyeurs et des mourants. Le culte de Joseph patron des agonisants et de « la Bonne Mort » est issu d'une tradition qui veut que Joseph reçoive une mort douce, assisté de Jésus et de Marie. Ce culte provient d'Italie et s'impose en France à partir des années 1640.
Il est devenu le patron des affaires matérielles. Des catholiques confient à sa prière leurs affaires matérielles sérieuses : une recherche d'emploi, une recherche de logement, etc.. Par ailleurs, en raison de sa qualité d'homme juste, beaucoup de catholiques demandent son intercession pour discerner leur vocation, rencontrer le bon époux, la bonne épouse, etc.
Il est également le protecteur et le saint patron à divers degrés de nombreuses villes, régions et pays, notamment de la Belgique, de la Chine, du Canada, du Vietnam, des États-Unis, de la Russie, de l'Autriche, de la Croatie, de la Corée du Sud, du Mexique et du Pérou.
Jean-Paul II a considéré saint Joseph comme étant le modèle du témoin du Royaume de Dieu, en l’appelant « minister salutis » dans son exhortation apostolique Redemptoris Custos : « le serviteur du salut »,. Pour cette raison, il l'a voulu patron du troisième millénaire, et patron de la nouvelle évangélisation,.
Il est aussi un modèle pour les prêtres.

### Peinture

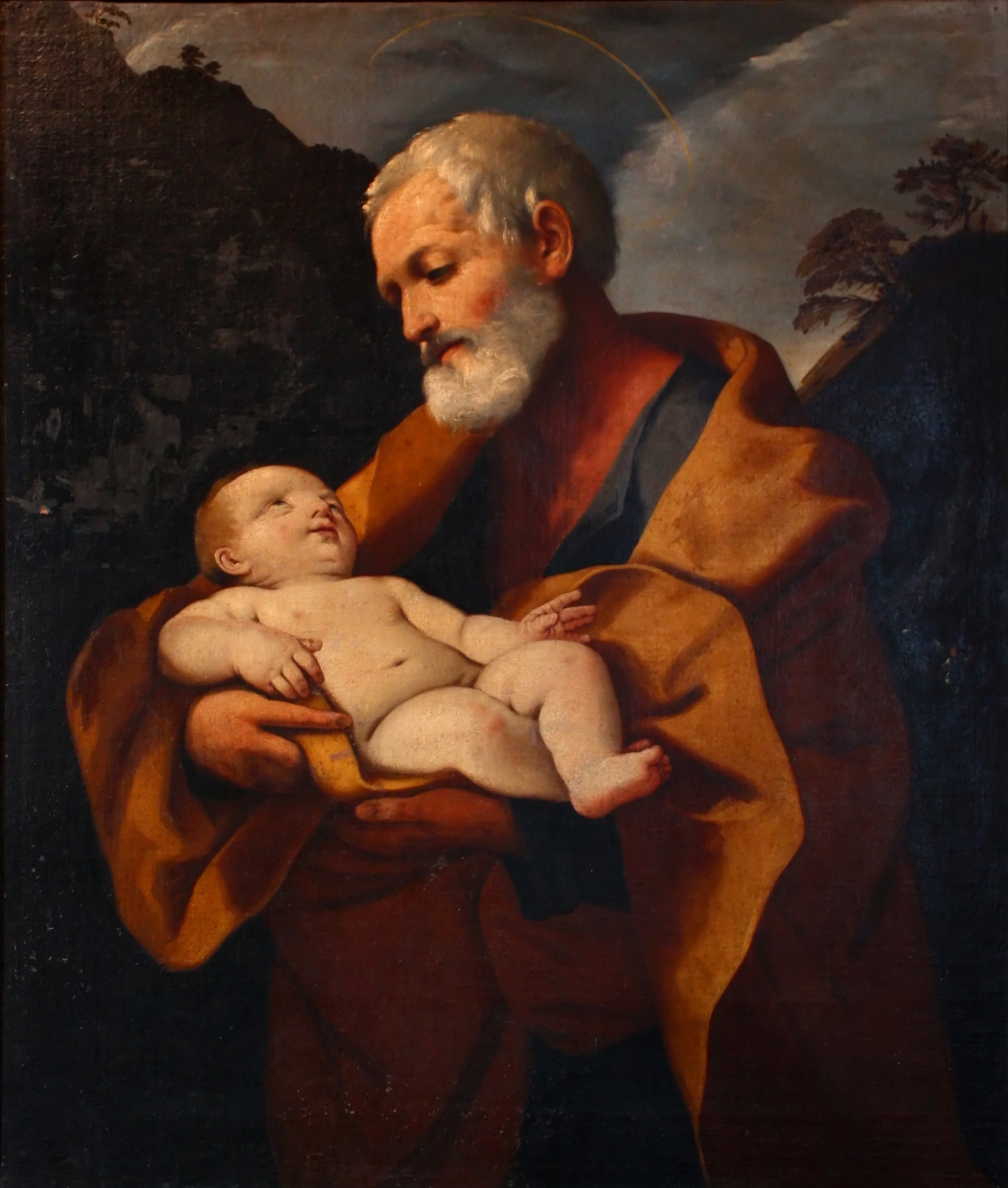
École vénitienne  XVIe siècle, basilique Saint-Jean-et-Paul
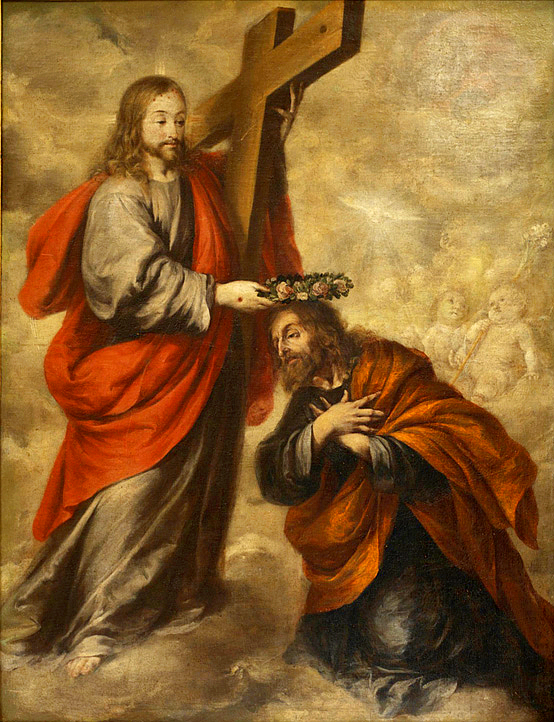
Le Couronnement de saint Joseph, par Juan de Valdés Leal (1665), Séville
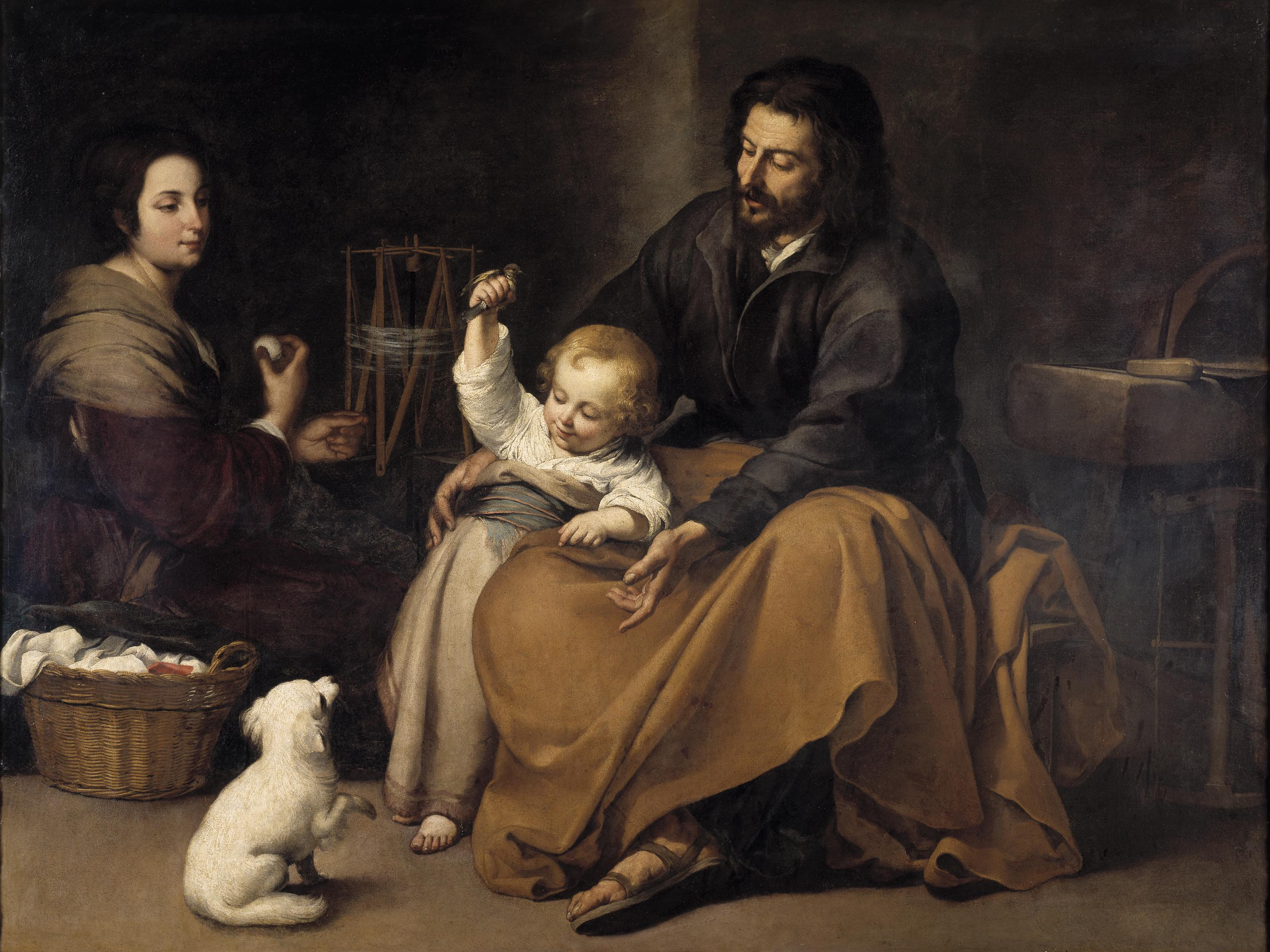
La Sainte Famille avec l'oiseau Murillo (1645-1650), musée du Prado
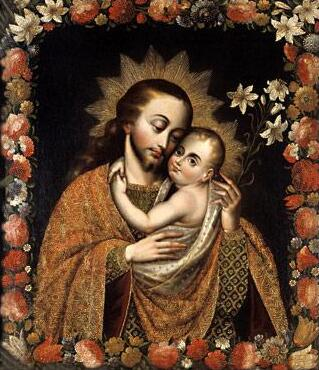
École de Cuzco Pérou, XVIIIe siècle
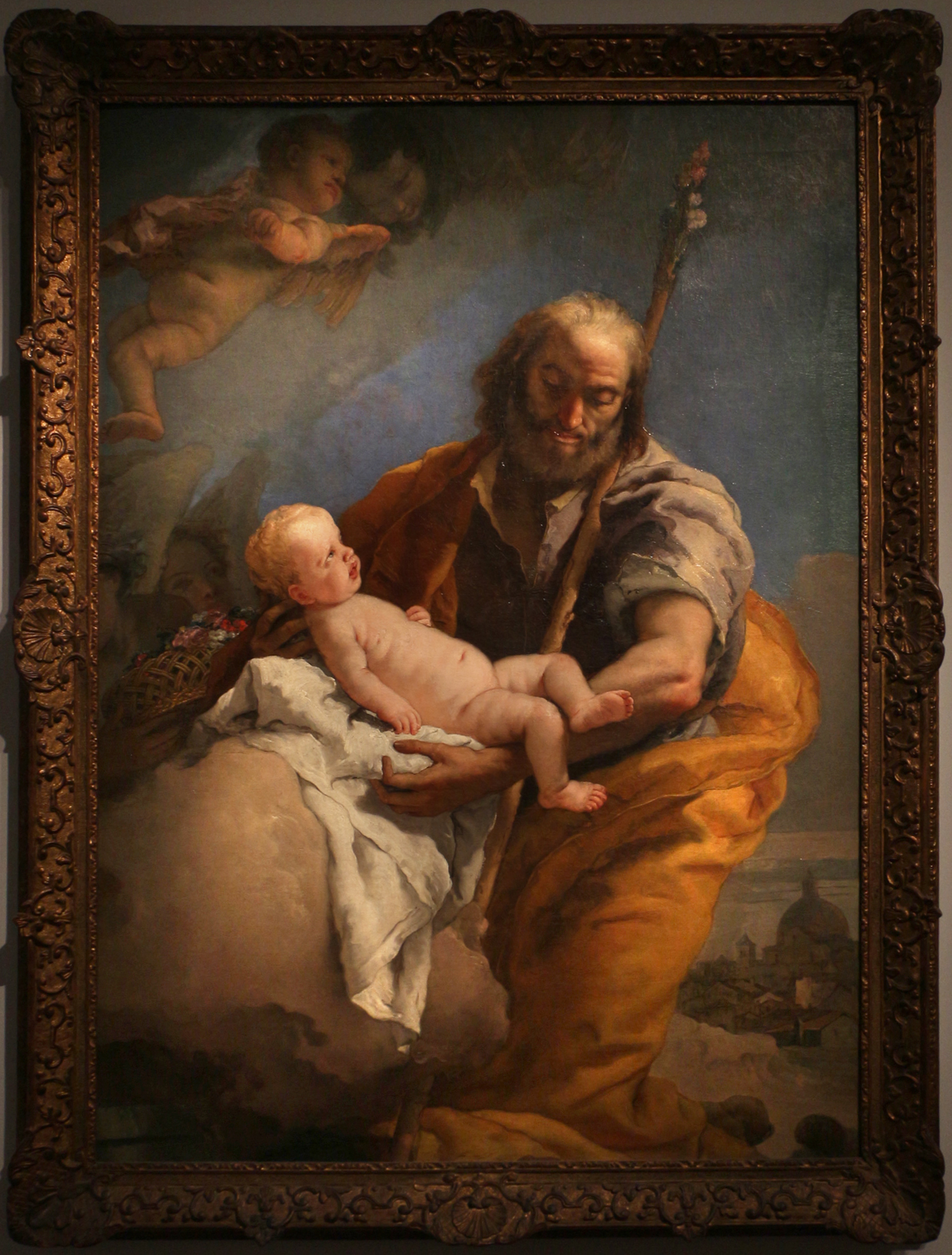
Saint Joseph et l'Enfant Jésus, par Giambattista Tiepolo (1767-1769, Detroit Institute of Arts
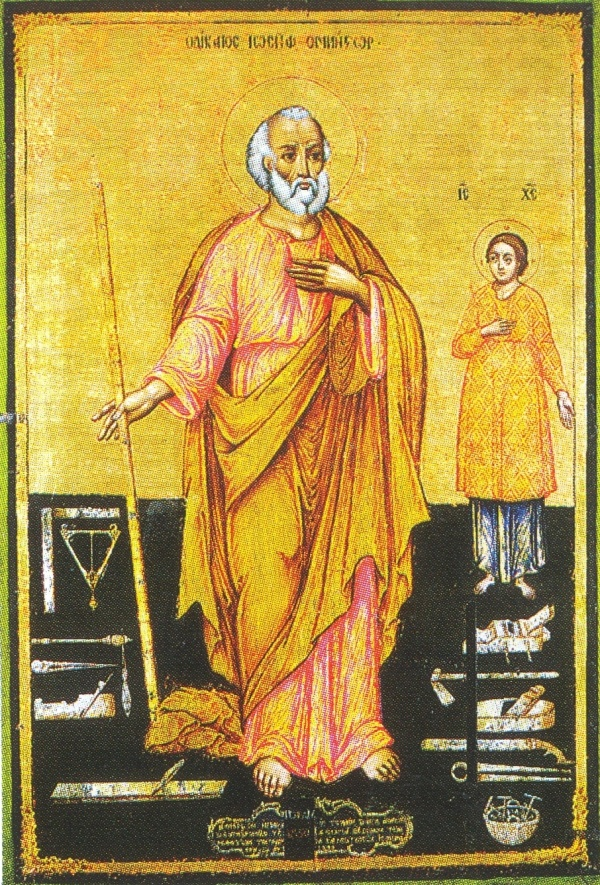
Icône bulgare (1850), Musée archéologique de Varna

### Sculpture

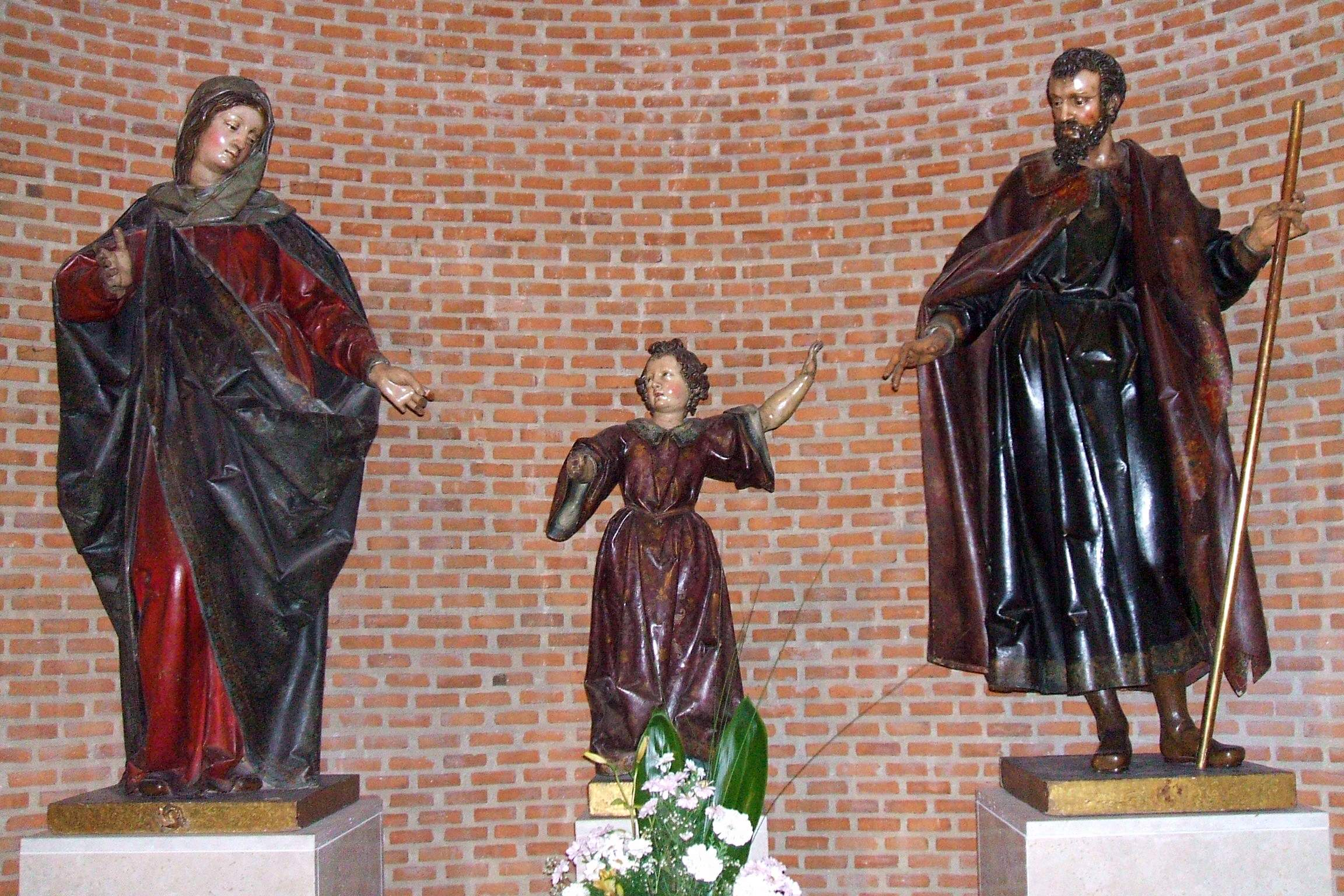
La Sainte Famille, par Gregorio Fernández (1636), San Lorenzo, Valladolid
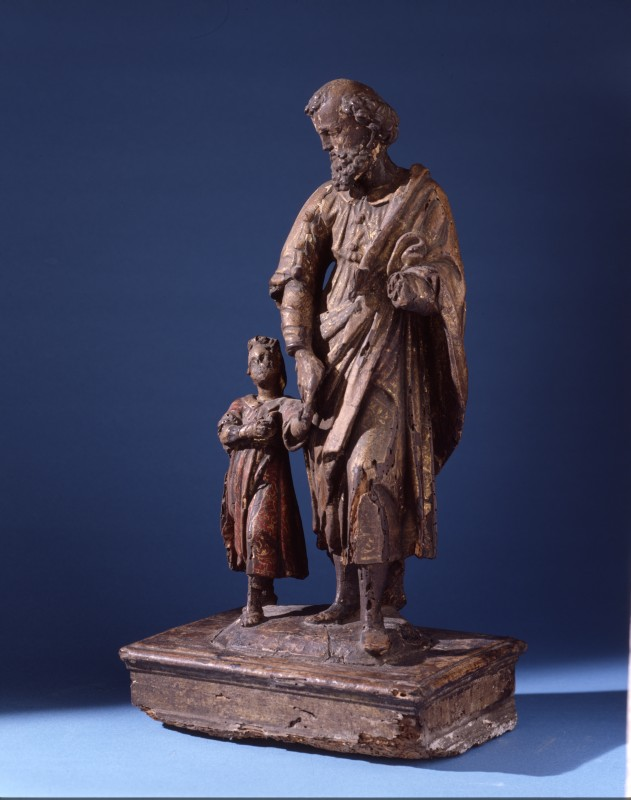
Statue baroque, début du XVIIe siècle, Milan
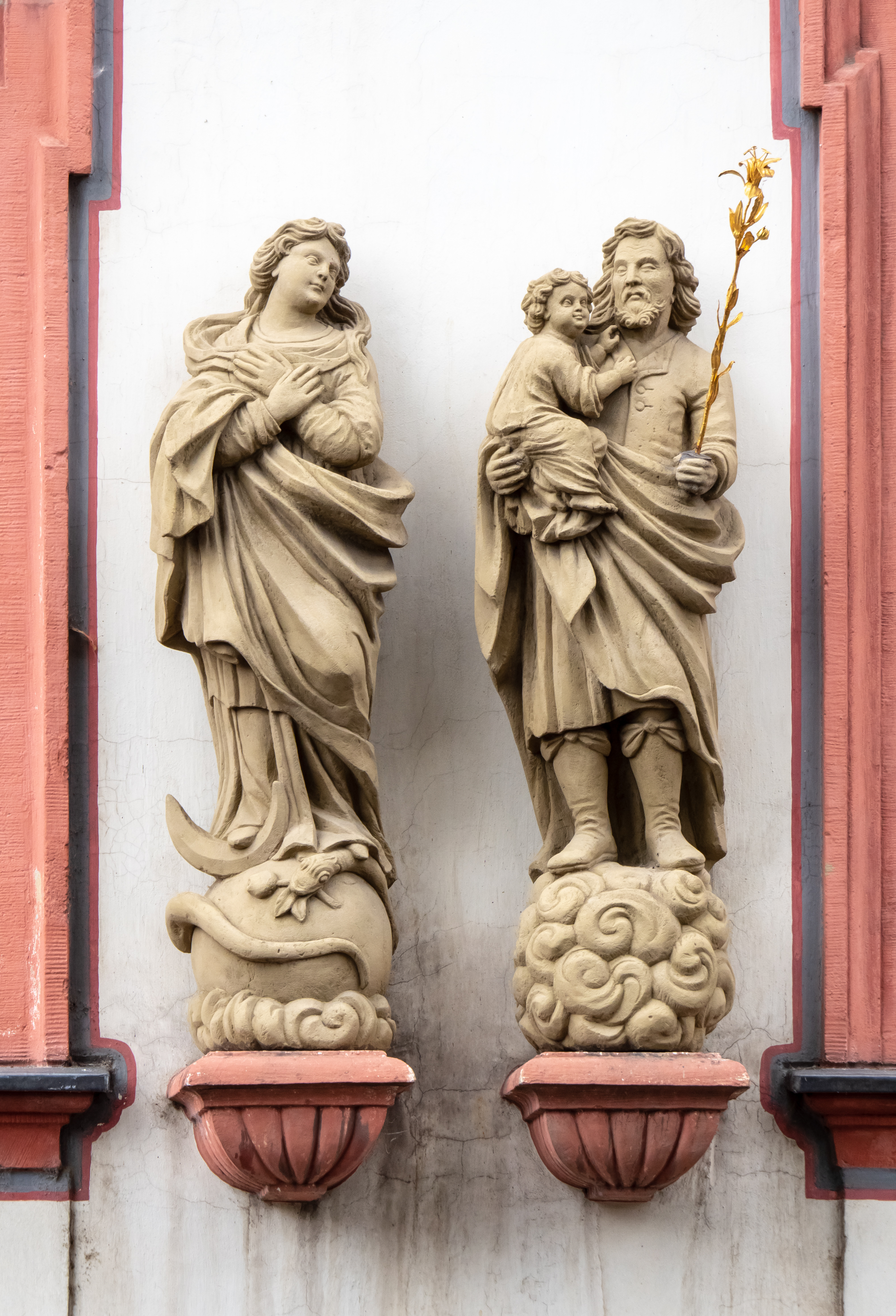
Statues de l'Adelspalast, Bamberg
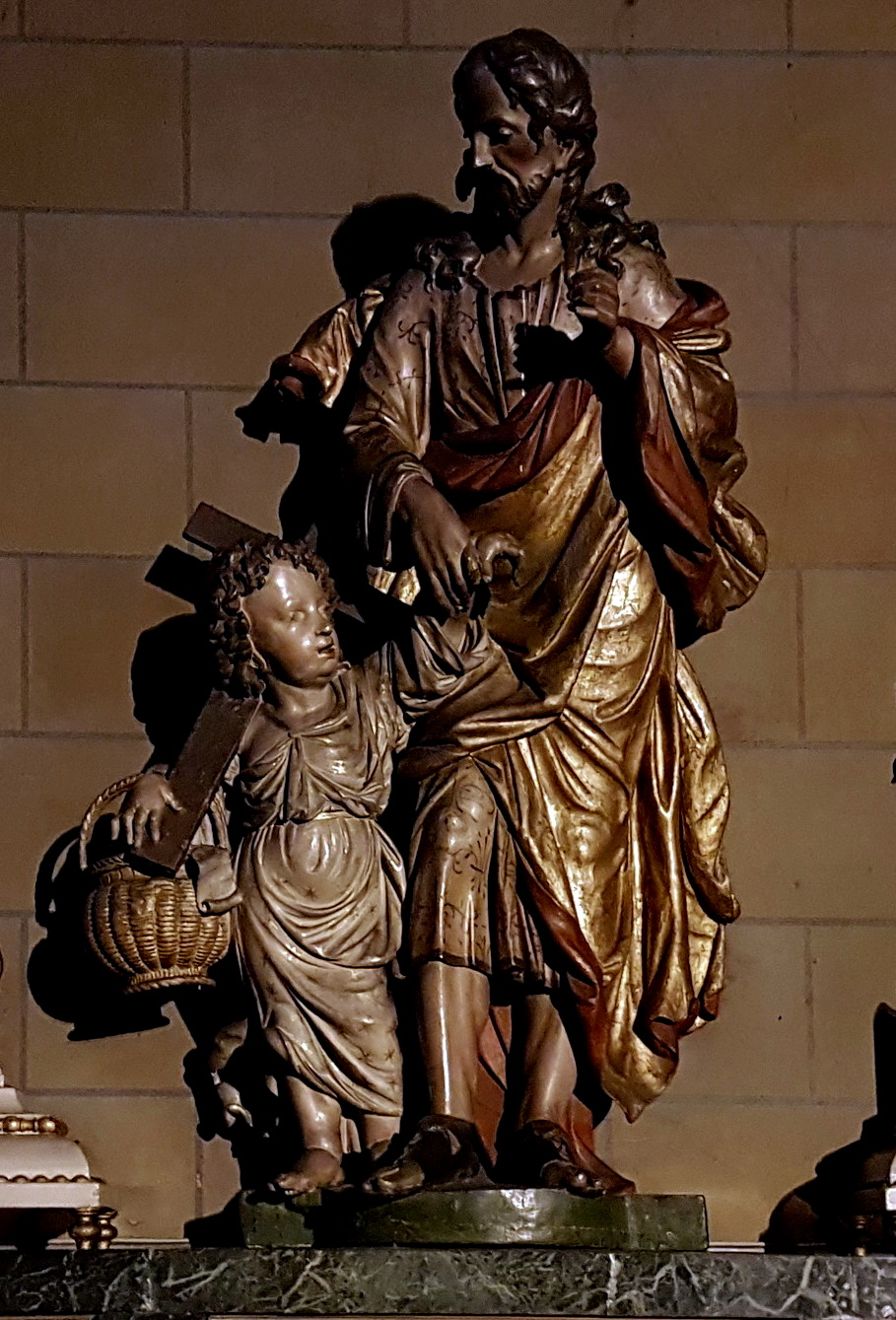
Basilique Notre-Dame-de-l'Assomption de Maastricht
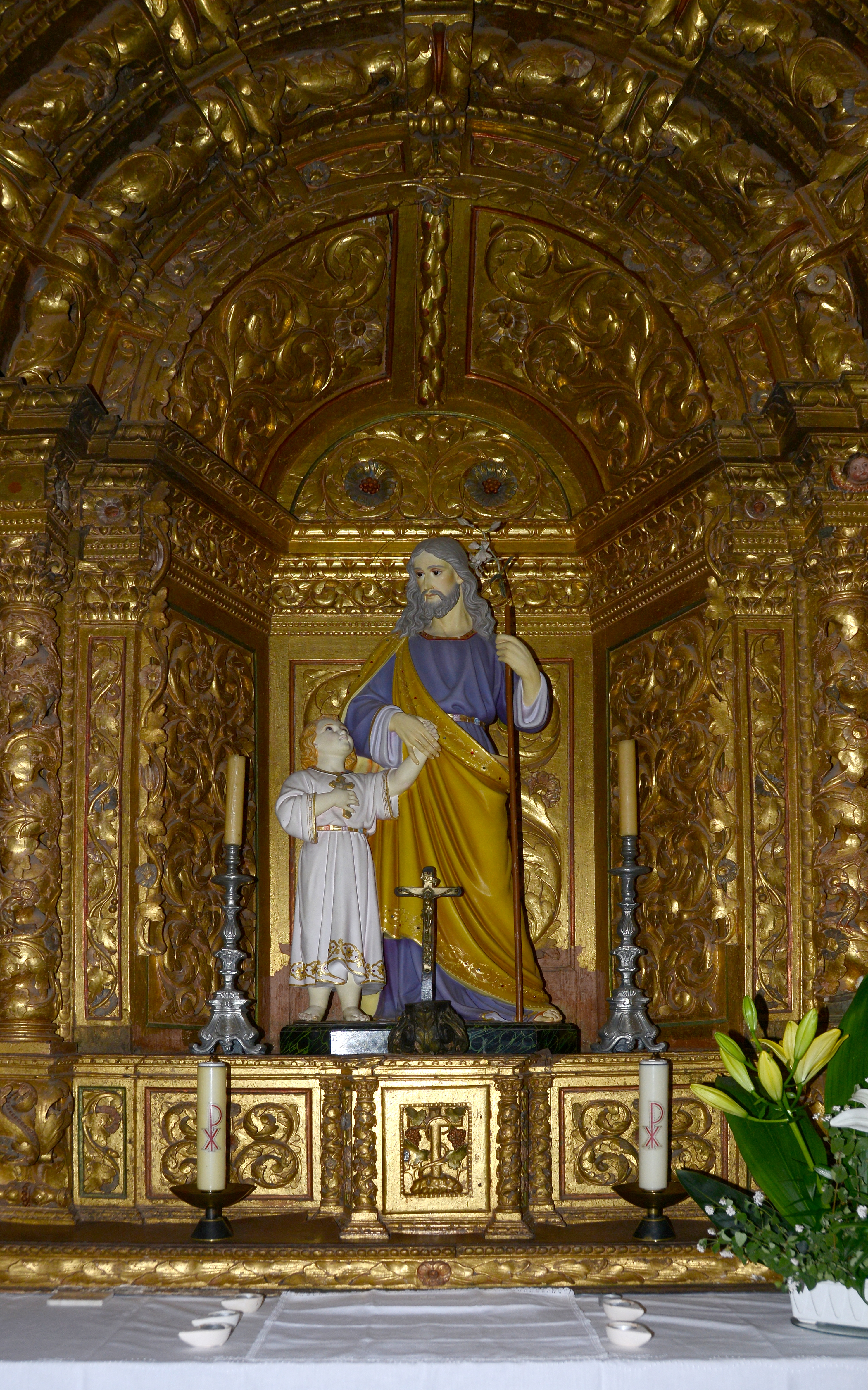
Église São Bartolomeu de Vila Viçosa
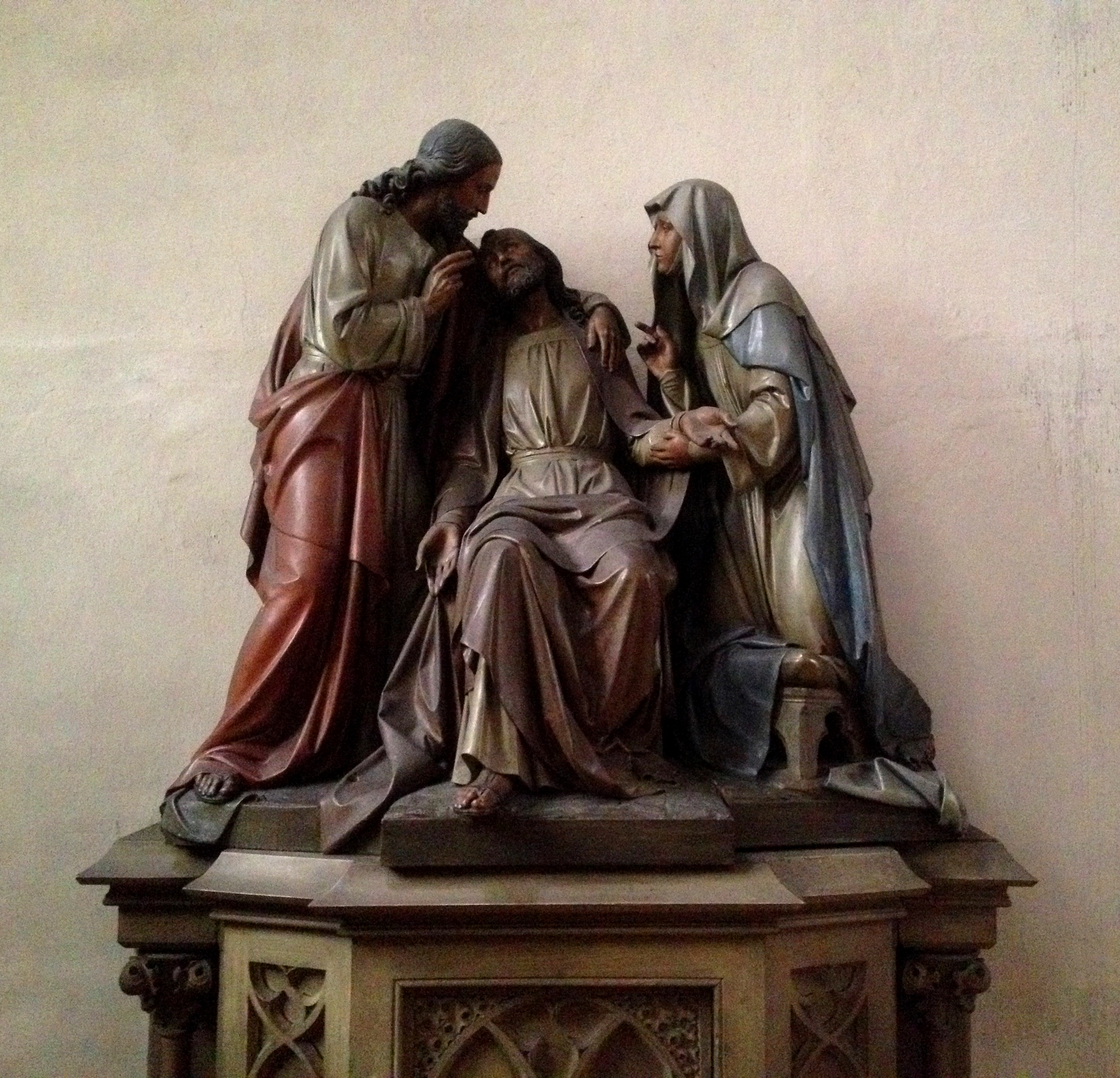
La Mort de Joseph, église Sainte-Marie de Lügde
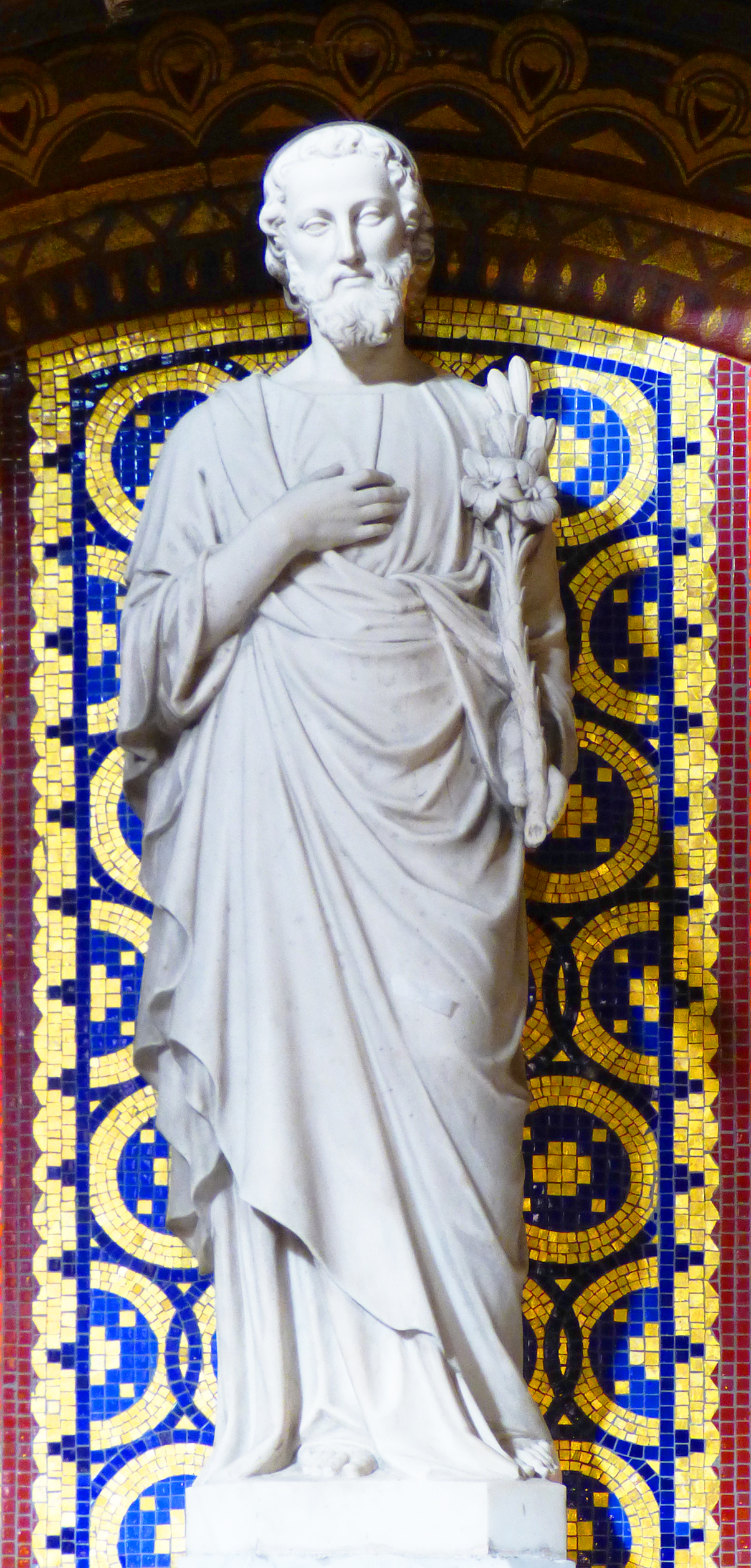
Saint Joseph au lys, par Fabisch (1870), Saint-Étienne

### Musique
- Élisabeth Jacquet de La Guerre, Joseph, cantate spirituelle, EJG 34.
- Marc-Antoine Charpentier, Motet de saint Joseph pour solistes, chœur et basse continue, H 368 (v. 1690).
- Louis-Nicolas Clérambault, Motet pour saint Joseph en sol majeur, op. 72.